# Skil Brum
Le Skil Brum (en ourdou : سکل برم) est une montagne à la frontière entre le Pakistan et la Chine culminant à 7 410 mètres d'altitude. Il est situé dans le Baltoro Muztagh dans le massif du Karakoram, à environ 9 km du K2 et 13 km du Broad Peak.

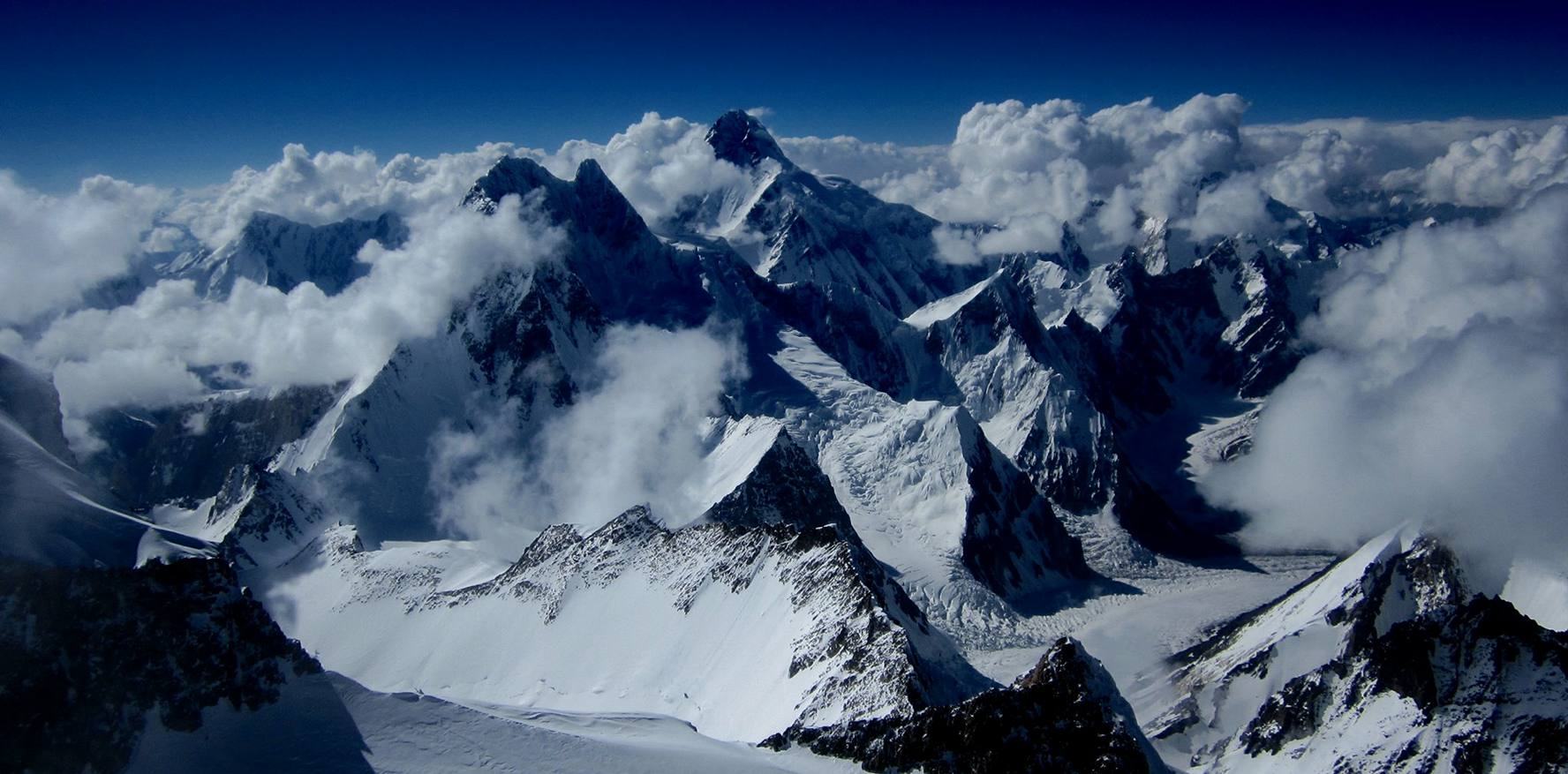
Vue depuis le Gasherbrum II.

| Skil Brum Summa Ri Broad Peak K2 |

## Ascensions
La première ascension du Skil Brum est effectuée en 1957 par l'expédition autrichienne menée par Marcus Schmuck. Après avoir atteint le sommet du Broad Peak (8 047 m) le 9 juin, Marcus Schmuck et Fritz Wintersteller réalisent l'ascension du Skil Brum en style alpin. Depuis le camp de base situé à côté du glacier Godwin-Austen à 4 880 m, les deux alpinistes campent à 6 100 m, atteignent le sommet le lendemain, le 19 juin, campent de nouveau à 6 100 m et sont de retour au camp de base 52 heures après leur départ.